# Potočec
Potočec es una aldea del municipio de Gradec, situado en el condado de Zagreb, Croacia. Según el censo de 2021, tiene una población de 72 habitantes.